# Blagnac SCR
Blagnac Sporting Club Rugby ist ein Rugby-Union-Verein aus der französischen Stadt Blagnac im Département Haute-Garonne. Er ist in der höchsten Amateurliga Fédérale 1 vertreten. Die Heimspiele werden im Stade Ernest-Argelès ausgetragen. Die Spieler werden üblicherweise als caouecs bezeichnet, was auf Okzitanisch „Karotten“ bedeutet. Eine große Rivalität besteht mit der Mannschaft Colomiers Rugby, die ebenfalls aus dem Ballungsraum von Toulouse stammt.

## Geschichte
Nach der Gründung im Jahr 1922 spielte Blagnac SCR meist in regionalen Ligen. In der Saison 1988/89 war der Verein erstmals in der höchsten französischen Liga vertreten; nach dem zweiten Platz in der Gruppenphase der Meisterschaft erreichte die Mannschaft das Achtelfinale, unterlag aber dem FC Lourdes. 1990 folgte der Abstieg in die zweite, später in die dritte Spielklasse. In der Saison 2006/07 erreichte Blagnac in der höchsten Amateurliga, der Fédérale 1, den zweiten Platz und stieg wieder auf. Allerdings konnte sich der Verein nur eine Saison lang in der zweithöchsten Spielklasse behaupten.

## Bekannte Spieler
- Christophe Deylaud
- Ugo Mola
- John Payne (Tonga)
- David Penalva (Portugal)